# Rolf Zacher

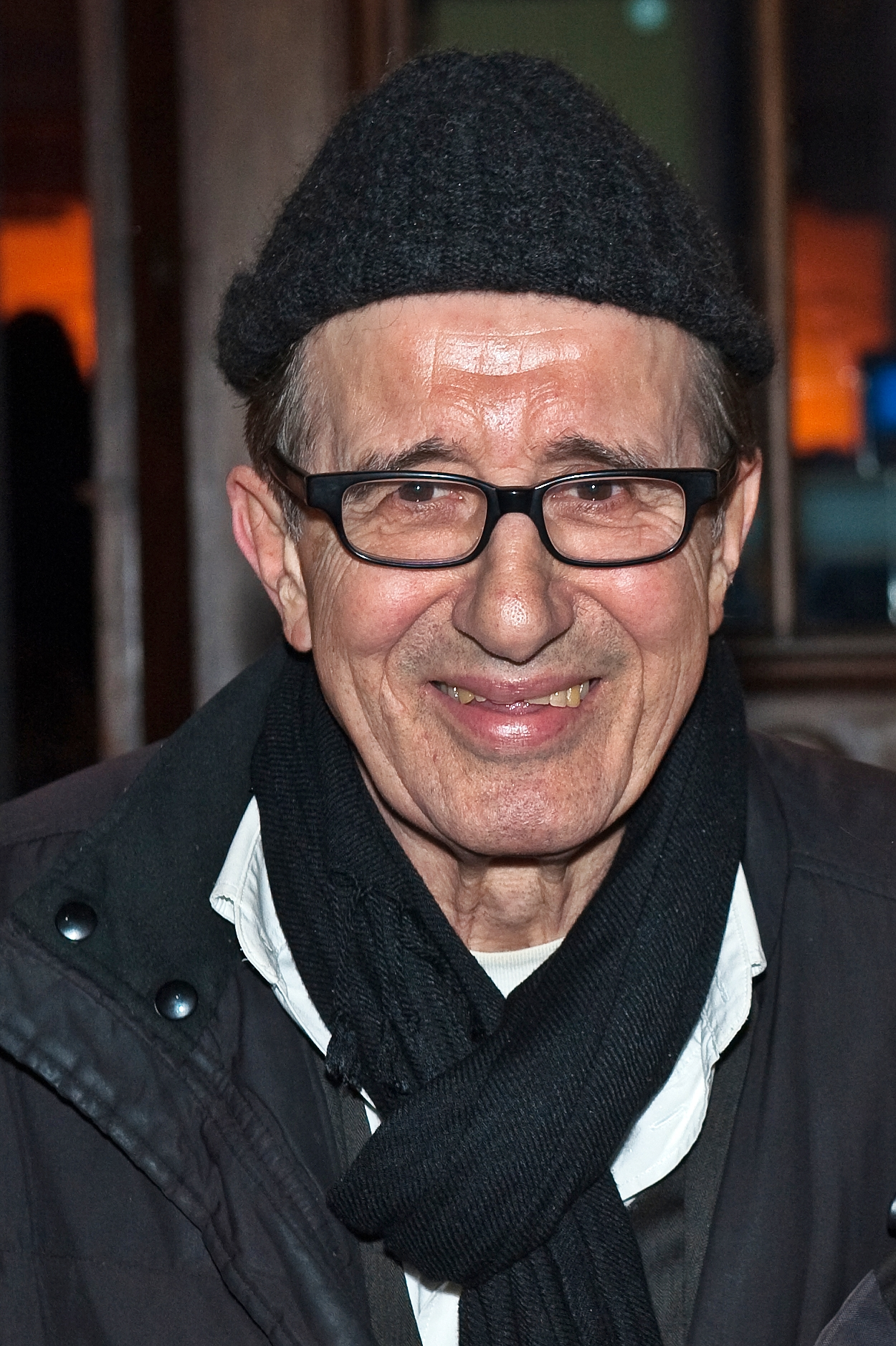
Rolf Zacher auf der Berlinale 2010

Rolf-Dieter Zacher (* 28. März 1941 in Berlin; † 3. Februar 2018 in Büdelsdorf) war ein deutscher Künstler, Entertainer, Schauspieler, Synchronsprecher und Musiker. Er war in rund 200 Produktionen im Bereich Film und Fernsehen als Darsteller zu sehen.

## Werdegang
Entdeckt wurde Zacher durch Peter Lilienthals Regieassistenten, dem er zufällig auf der Straße auffiel. Er absolvierte eine Schauspielausbildung an der Schauspielschule „Der Kreis“ (Fritz-Kirchhoff-Schule) in Berlin. Zacher spielte in über 200 deutschen Fernsehfilmen und -serien mit. Meist stellte er mit Berliner Schnauze und Witz Figuren dar, die am Rande der Gesellschaft stehen.
In einer seiner ersten Filmrollen spielte Zacher 1966 in Lautlose Waffen neben Hollywood-Stars wie Roddy McDowall und Montgomery Clift, der hier in seiner letzten Rolle zu sehen war. Mehr Aufmerksamkeit erhielt der Fernsehfilm Der Griller zwei Jahre später. Im selben Jahr war er auch im Kinoerfolg Morgens um sieben ist die Welt noch in Ordnung und dem Nachfolger Wenn süß das Mondlicht auf den Hügeln schläft (1969) zu sehen.
Mit der Rolle des Kleinganoven Henry in Endstation Freiheit (1980) wurde er einem größeren Publikum bekannt und erhielt für diesen Film 1982 den Bundesfilmpreis. Zwischen 1972 und 2006 spielte er auch in neun Fernsehfilmen der Tatort-Reihe mit. Er war in vier aufeinanderfolgenden Jahrzehnten jeweils mindestens in einem zu sehen. Unter anderem spielte er in Der gelbe Unterrock einen Gauner im Drogenmilieu. Dies war charakteristisch für sein Rollenfach. Ein Kritiker nannte ihn auch „den besten Kleinganoven des deutschen Kinos“. 1991 hatte er seinen einzigen Gastauftritt in der Fernsehserie Derrick, wo er in der Folge „Der Schrei“ einen skrupellosen Nachtclubbesitzer verkörperte. 2009 wirkte Zacher in der ARD-Telenovela Rote Rosen mit.
Als Synchronsprecher lieh Zacher seine Stimme unter anderem Nicolas Cage (Arizona Junior, Wild at Heart), Gabriel Byrne (Fräulein Smillas Gespür für Schnee) und Robert De Niro (Hexenkessel). Zudem moderierte er von 1989 bis in die ersten Jahre der 1990er das Magazin Auf Videosehen auf Sat.1, wo Neuerscheinungen auf VHS-Videos vorgestellt wurden.
Zacher betätigte sich auch musikalisch. So war er für die Songs H.G. Wells’ Take Off und Deutsch Nepal Gastsänger bei der Rockband Amon Düül II und mit dieser fast ein Jahr auf Tournee. Später brachte er unter eigenem Namen die Maxisingle Langsam (wird alles besser) heraus, die von Abi Ofarim produziert wurde. Im Jahr 2005 absolvierte er eine Tournee des Kulturimpresarios Michael Schmelich mit dem von Andy Ludyk und den Jazzkantine-Brüdern Jan-Heie und Dirk Erchinger produzierten Hörbuchprojekt Rolf trifft Zacher vs. D-Phunk (fünf Sterne im Rolling-Stone-Magazin). Anschließend spielte er in dem Musical Gabba Gabba Hey um die US-amerikanische Punkrock-Gruppe Ramones eine der Hauptrollen. 2007 absolvierte Zacher Gastauftritte für das Rap-Album Mach et einfach des Rap-Duos Icke & Er. Ende 2008 erschien seine eigene CD Latest Hits. Gelegentlich trat er während seiner Lesungen mit der deutschen Rock-Band Big Bad Shakin’ auf und sang dabei unter anderem Titel von Gene Vincent, Jerry Lee Lewis und Elvis Presley.
2003 erschienen Zachers Memoiren Endstation Freiheit. 2015 übernahm er nach langer Kameraabstinenz die Hauptrolle im Musikvideo Erster Tag der Band Rauschenberger. Im Januar 2016 war Zacher ein Teilnehmer der Fernsehsendung Ich bin ein Star – Holt mich hier raus!, bis er die Sendung nach acht Tagen aus gesundheitlichen Gründen verlassen musste.

## Privates

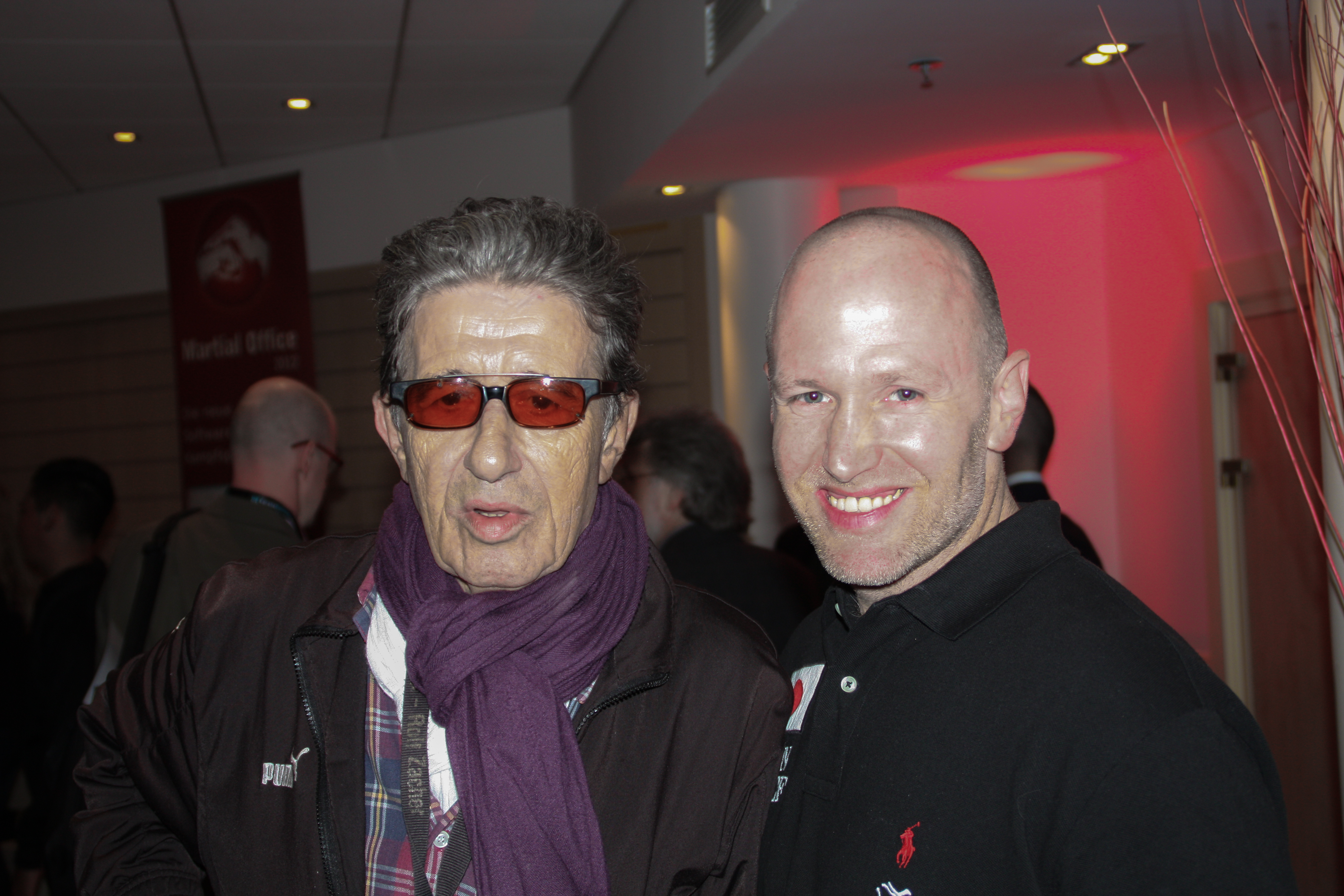
Rolf Zacher und André Mewis 2011

Zacher wurde in Berlin geboren, seinen Vater lernte er nie kennen. Er floh mit seiner Mutter und seinem Bruder in den Westen, dann ging die Familie zu Verwandten in die DDR, wo Zacher auf einem Bauernhof in der Nähe von Angermünde aufwuchs. Schließlich floh die Familie, nachdem die Mutter des Schwarzhandels angeklagt wurde, nach West-Berlin, wo Zacher später in Kreuzberg im Umfeld des Malers Kurt Mühlenhaupt lebte. Zunächst absolvierte er eine Konditorenlehre und verdiente sich später neben seiner Theaterausbildung Geld als Rock-’n’-Roll-Tänzer in einem Lokal von Rolf Eden in Berlin.
Zacher lernte Pantomime bei dem israelischen Pantomimen Samy Molcho und besuchte in Berlin die Fritz-Kirchhoff-Schauspielschule und die UFA-Schauspielschule von Else Bongers.
Nach dem Drehschluss von Lautlose Waffen 1966 kaufte sich Zacher einen Porsche, mit dem er einen schweren Unfall hatte. Gegen die Schmerzen seiner dabei erlittenen Rückenverletzung wurden ihm morphiumhaltige Medikamente verabreicht. Als diese nicht mehr halfen, versuchte er, die Schmerzen mit Heroin zu bekämpfen. Infolgedessen wurde er heroinabhängig, arbeitete aber weiter, ohne dass seine Sucht anfangs auffiel. Nach über 70 Entziehungsversuchen und mehreren Freiheitsstrafen gelang es ihm in den späten 1980er Jahren, seine Sucht zu überwinden.
Aus einer Ehe mit Gisela Getty stammt die Tochter Anna Zacher (* 1972), die unter dem Namen Anna Getty als Schauspielerin und Produzentin tätig ist.
Zacher war Veganer.
Im Jahr 2015 zog Zacher von Berlin nach Lübeck. Ab 2017 lebte er in einem Pflegeheim in Büdelsdorf, wo er am 3. Februar 2018 im Alter von 76 Jahren starb. Er wurde im Begräbniswald Küstenfrieden in Eckernförde, direkt an der Eckernförder Bucht, beigesetzt.

## Filmografie (Auswahl)

### Filme
- 1961: Zu jung für die Liebe?
- 1964: Das siebente Opfer
- 1965: Gestatten – Mein Name ist Cox (Fernsehserie, eine Folge)
- 1965: Es
- 1966: Lautlose Waffen
- 1967: Kuckucksjahre
- 1967: Tamara
- 1968: Der Griller
- 1968: Morgens um sieben ist die Welt noch in Ordnung
- 1968: Liebe und so weiter
- 1968: Der Partyphotograph
- 1969: Helgalein
- 1969: Wenn süß das Mondlicht auf den Hügeln schläft
- 1970: Mädchen mit Gewalt
- 1970: o.k.
- 1971: Lenz
- 1971: Jaider – der einsame Jäger
- 1971: Cream – Schwabing-Report
- 1972: Tatort – Strandgut
- 1972: Liebe so schön wie Liebe
- 1972: Harlis
- 1974: Chapeau Claque
- 1974: Tatort – 3:0 für Veigl
- 1975: Lieb Vaterland magst ruhig sein
- 1975: Abelard – Die Entmannung
- 1976: Paule Pauländer
- 1976: Eierdiebe
- 1977: Der Hauptdarsteller
- 1978: Son of Hitler
- 1980: Berlin Alexanderplatz
- 1980: Tatort – Der gelbe Unterrock
- 1980: Endstation Freiheit
- 1982: Der Zauberberg
- 1982: Die Frau mit dem roten Hut
- 1982: Die Heartbreakers
- 1983: Schwarzfahrer
- 1984: Schulmädchen ’84
- 1984: Annas Mutter
- 1984: Tapetenwechsel
- 1984: Eine Art von Zorn
- 1985: Tatort – Miese Tricks
- 1985: Der Formel Eins Film
- 1985: Gambit (Fernsehzweiteiler)
- 1985: Tatort – Das Haus im Wald
- 1986: Peng! Du bist tot!
- 1986: Heidenlöcher
- 1987: Chaos am Gotthard
- 1987: Der Sommer des Falken
- 1987: Zum Beispiel Otto Spalt
- 1987: Ein Unding der Liebe
- 1988: Die Venusfalle
- 1988: Der Sommer des Falken
- 1988: Rosinenbomber
- 1989: Tatort – Blutspur
- 1989: Schweinegeld – Ein Märchen der Gebrüder Nimm
- 1990: Bei mir liegen Sie richtig
- 1992: Go Trabi Go 2 – Das war der wilde Osten
- 1992: Tatort – Blindekuh
- 1993: Der Brocken
- 1994: Voll normaaal
- 1994–2000: Der Havelkaiser
- 1995: Die Gebrüder Skladanowsky
- 1995: Unser Charly – Gewagter Einsatz
- 1996: Aus heiterem Himmel
- 1996: Ein Rucksack voller Lügen
- 1998: Letzte Chance für Harry
- 1998: Federmann
- 1998: Polizeiruf 110 – Mordsmäßig Mallorca
- 1998: Polizeiruf 110 – Discokiller
- 1999: Voll auf der Kippe
- 1999: Stan Becker – Echte Freunde
- 2000: Maximum Speed
- 2002: Väter
- 2004: Männer wie wir
- 2005: Andersrum
- 2006: Tatort: Bienzle und der Tod in der Markthalle
- 2008: Chaostage – We Are Punks!
- 2009: Lulu & Jimi
- 2009: Die Liebe und Viktor
- 2010: Frösche petzen nicht
- 2010: Die Friseuse
- 2010: Jud Süß – Film ohne Gewissen
- 2013: Quellen des Lebens
- 2013: Just Married – Hochzeiten zwei
- 2013: Ohne Gnade
- 2014: Quatsch und die Nasenbärbande
- 2015: Tod den Hippies!! Es lebe der Punk
- 2016: Mann im Spagat: Pace, Cowboy, Pace

### Serien und Fernsehshows
- 1965: Gestatten, mein Name ist Cox (Fernsehserie, eine Folge)
- 1968: Polizeifunk ruft (Fernsehserie, eine Folge)
- 1973: Drüben bei Lehmanns (Fernsehserie, eine Folge)
- 1974: Unter einem Dach (Fernsehserie, eine Folge)
- 1974: Okay S.I.R. (Fernsehserie, eine Folge)
- 1976: Ein Fall für Stein (Fernsehserie, eine Folge)
- 1979: Die Protokolle des Herrn M. – Schlesier-Grete (Fernsehserie)
- 1979: Parole Chicago (Fernsehserie, eine Folge)
- 1980: Der ganz normale Wahnsinn (Fernsehserie, zwei Folgen)
- 1982: Meister Eder und sein Pumuckl (1.12)
- 1981, 1992: Auf Achse (Fernsehserie, zwei Folgen)
- 1982: Bekenntnisse des Hochstaplers Felix Krull (Fernsehserie, fünf Folgen)
- 1982: Die fünfte Jahreszeit (Fernsehserie, zwei Folgen)
- 1983–1992: Büro, Büro (Fernsehserie, sechs Folgen)
- 1983: Die Krimistunde (Fernsehserie, eine Folge)
- 1984: Angelo und Luzy (Fernsehserie, sechs Folgen)
- 1985, 1988, 1990, 1996: Der Fahnder (Fernsehserie, vier Folgen)
- 1987: Der Ochsenkrieg (Fernsehserie, zwei Folgen)
- 1987, 1996: Praxis Bülowbogen (Fernsehserie, zwei Folgen)
- 1988, 1990, 1994: Liebling Kreuzberg (Fernsehserie, vier Folgen)
- 1988, 1995: Ein Fall für zwei (Fernsehserie, zwei Folgen)
- 1988: Oh Gott, Herr Pfarrer (Fernsehserie, eine Folge)
- 1989: Knastmusik (Fernsehserie, 32 Folgen)
- 1990: Abenteuer Airport (Fernsehserie, zwei Folgen)
- 1990: Mit Leib und Seele (Fernsehserie, eine Folge)
- 1991: Derrick (Fernsehserie, eine Folge)
- 1992: Unser Lehrer Doktor Specht (Fernsehserie, zwei Folgen)
- 1992, 1993: Marienhof (Fernsehserie, zwei Folgen)
- 1993: Cluedo – Das Mörderspiel (Fernsehserie, eine Folge)
- 1993: Wildbach (Fernsehserie, eine Folge)
- 1993, 1999: Wolffs Revier (Fernsehserie, zwei Folgen)
- 1994, 1996, 2000: Der Havelkaiser (Fernsehserie, acht Folgen)
- 1994: Cornelius hilft (Fernsehserie, eine Folge)
- 1994: Zwei alte Hasen (Fernsehserie, drei Folgen)
- 1994: Zwei Brüder (Fernsehserie, eine Folge)
- 1994: Die Männer vom K3 – Keine Chance zu gewinnen
- 1995: Großstadtrevier (Fernsehserie, eine Folge)
- 1996: Faust (Fernsehserie, eine Folge)
- 1997: Frauenarzt Dr. Markus Merthin (Fernsehserie, eine Folge)
- 1997, 2004, 2011: Küstenwache (Fernsehserie, drei Folgen)
- 1998: Alarm für Cobra 11 – Die Autobahnpolizei (Fernsehserie, eine Folge)
- 1998: Adelheid und ihre Mörder (Fernsehserie, eine Folge)
- 1999, 2001: Im Namen des Gesetzes (Fernsehserie, zwei Folgen)
- 2000: Dr. Sommerfeld – Neues vom Bülowbogen (Fernsehserie, eine Folge)
- 2000: Die Wache (Fernsehserie, eine Folge)
- 2000: Max & Lisa (Fernsehserie, eine Folge)
- 2001: Klinikum Berlin Mitte – Leben in Bereitschaft (Fernsehserie, eine Folge)
- 2001: Die Kumpel (Fernsehserie, eine Folge)
- 2003: Edel & Starck (Fernsehserie, drei Folgen)
- 2005: SK Kölsch (Fernsehserie, eine Folge)
- 2008: Verbotene Liebe (Fernsehserie, drei Folgen)
- 2009: In aller Freundschaft (Fernsehserie, eine Folge)
- 2009: Rote Rosen
- 2010: Mord mit Aussicht (Fernsehserie, eine Folge)
- 2011: Spezialeinsatz (Fernsehserie)
- 2012: Das perfekte Promi-Dinner
- 2016: Ich bin ein Star – Holt mich hier raus! (Reality-Show)

## Diskografie

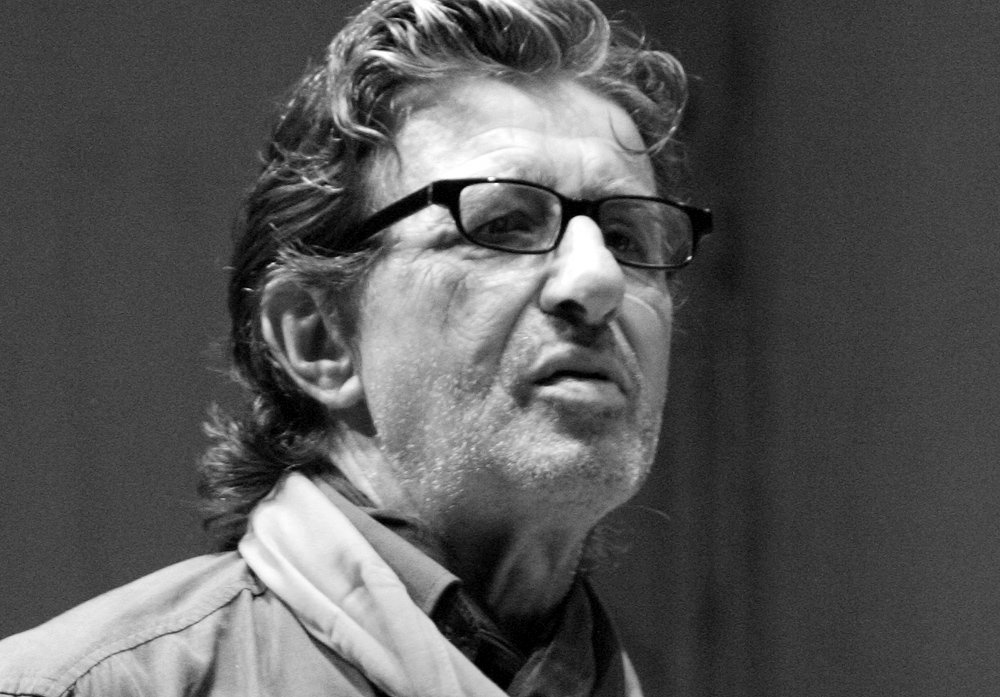
Zacher im Juni 2007

- 1971: Tanz der Lemminge (Amon Düül II) (Track B7: H.G. Wells Take-Off)
- 1973: Wolf City (Amon Düül II) (Track B3: Deutsch Nepal)
- 1988: Langsam (wird alles besser) (Maxisingle)
- 2004: Rolf trifft Zacher vs. D-Phunk (Doppel-Hörbuch u. Musik-CD)
- 2007: Mach et einfach (Icke & Er)
- 2008: Latest Hits
- 2011: Danebenleben

## Auszeichnungen
- 1981: Deutscher Darstellerpreis – Chaplin-Schuh des Bundesverbandes der Fernseh- und Filmregisseure in Deutschland e. V.
- 1982: Bundesfilmpreis für Endstation Freiheit